# Formule 3000 v roce 1998
Formule 3000 v roce 1998 byla čtrnáctým ročníkem disciplíny Formule 3000. Uskutečnilo se 12 Velkých cen této formule a mistrem světa se stal kolumbijský jezdec Juan Pablo Montoya s vozem Lola T96/50.

## Pravidla
Boduje prvních 6 jezdců podle klíče:
- První - 9 bodů
- Druhý - 6 bodů
- Třetí - 4 body
- Čtvrtý - 3 body
- Pátý - 2 body
- Šestý - 1 bod

## Velké ceny
| Datum        | Závod                         | Vítěz              | Vůz         | Výsledky |
| ------------ | ----------------------------- | ------------------ | ----------- | -------- |
| 11. duben    | Oschersleben                  | Stephane Sarrazin  | Lola T96/50 | Výsledky |
| 26. dubna    | Imola                         | Jason Watt         | Lola T96/50 | Výsledky |
| 9. květen    | Barcelona                     | Juan Pablo Montoya | Lola T96/50 | Výsledky |
| 16. květen   | BRDC International Trophy     | Juan Pablo Montoya | Lola T96/50 | Výsledky |
| 23. květen   | Monte Carlo                   | Nick Heidfeld      | Lola T96/50 | Výsledky |
| 1. červen    | Grand Prix Pau                | Juan Pablo Montoya | Lola T96/50 | Výsledky |
| 25. červenec | A1-Ring                       | Soheil Ayari       | Lola T96/50 | Výsledky |
| 1. srpen     | Hockenheim                    | Nick Heidfeld      | Lola T96/50 | Výsledky |
| 15. srpen    | Hungaroring                   | Nick Heidfeld      | Lola T96/50 | Výsledky |
| 29. srpen    | Spa                           | Gonzalo Rodríguez  | Lola T96/50 | Výsledky |
| 6. září      | Gran Premio dell Mediterraneo | Juan Pablo Montoya | Lola T96/50 | Výsledky |
| 26. září     | Nürburgring                   | Gonzalo Rodríguez  | Lola T96/50 | Výsledky |